# Falsk frugt
En falsk frugt er en frugt, hvor en del af kødet ikke stammer fra frugtknuden men fra tilstødende væv, for eksempel blomsterbund eller yderbægeret. Eksempler på falske frugter er jordbær, ananas, almindelig figen og hyben. Kernefrugter, såsom æbler og pærer, er også falske frugter.
Frugter er i almindelighed en betegnelse for det, der bliver tilbage, efter at en blomst er visnet, altså efter at bestøvningen og befrugtningen har fundet sted. Tilbage bliver en udviklet frugtknude, og bag de opsvulmede vægge finder man frøanlægget. Antallet af frøanlæg afgør, om der er tale om enkeltfrugter eller flerfoldsfrugter. Der er forskellige måder at skelne på: Nogle er frugter er opspringende (kapsler), mens andre ikke er (bær, stenfrugt og nødder). Derudover skelner man mellem enkeltfrugter, flerfoldsfrugter, samfrugter og flerfoldssamfrugter, hvilket afgøres af hvor mange småfrugter, der er.
For en nød gælder det, at frøgemmet er tørt og ikke selv springer op, når den er moden. Frøskallen er tynd. Jordbærret, der er en falsk frugt, har en række nødder, der alle sidder på opsvulmede blomsterbunde.